# コリン・ファレル
コリン・ジェームズ・ファレル（Colin James Farrell, 1976年5月31日 - ）は、アイルランドの俳優。

## 生い立ち
ダブリンのキャッスルノックに、父エイモンと母リタの間に生まれる。早産であった。姉クラウディーンとキャサリン、兄エイモン・ジュニアがいる。キャッスルノック大学とゴーマンストン大学付属のセントブリジット国立校で教育を受け、1980年代後半から90年代前半にかけてはキャッスルノック・ケルティックというサッカークラブのゴールキーパーで前途有望な若手選手と評される程だったという。その後The Gaiety School of Actingで演技を学ぶも中退し、BBC放送のテレビドラマ『Ballykissangel』に98年から99年まで出演し、そのキャリアをスタートさせた。

## キャリア

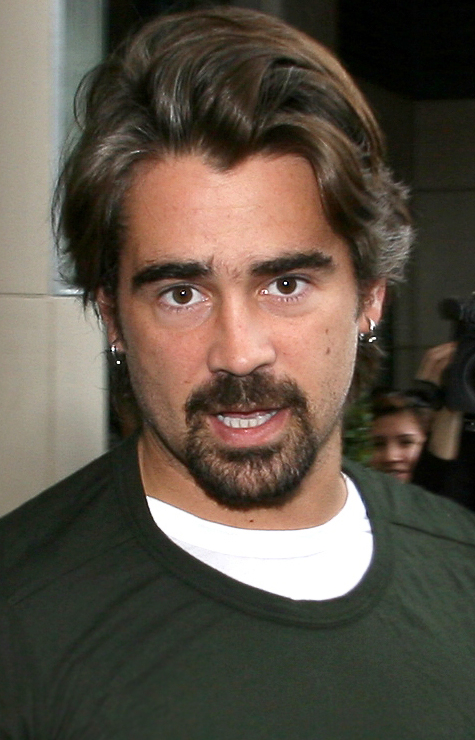
2007年、トロント国際映画祭でのファレル

ファレルは数多くのテレビドラマや映画に出演し、2000年にはジョエル・シュマッカー監督の『タイガーランド』で主役のローランド・ボズ二等兵(Private Rolland Bozz)を演じ注目をあつめた。続けて『アメリカン・アウトロー』（2001年）、『ジャスティス』（2002年）とアメリカ映画に出演。2003年に主演を務めた『フォーン・ブース』と『リクルート』が商業的に成功し、キャリアに加速をかけた。ファレルは元々かなり強いアイルランド訛りがあるが、上記作品では極力アメリカ訛りを使用している。また脇を固める助演男優としても頭角を現し、『マイノリティ・リポート』（2002年）は司法省の官僚役でトム・クルーズと、『デアデビル』（2003年）ではブルズアイ役でベン・アフレックと共演しその存在感の強さを示した。
2004年には短期劇場公開映画の『ダブリン上等!』と『イノセント・ラブ』に出演し、両作品とも高評価を得た。1億5000万ドルという巨額の制作費を投じたオリバー・ストーンの超大作『アレキサンダー』でタイトルロールを演じた。2005年にはアカデミー賞にもノミネートされた歴史大作『ニュー・ワールド』が公開され、ファレルは17世紀のヴァージニア州ジェームズタウンに植民地を築いたキャプテン・ジョン・スミス役で、クオリアンカ・キルヒャー演じる美しきインディアンの女性ポカホンタスと恋に落ちる役を熱演。続いて公開された『Ask the Dust』（2006年）は、サルマ・ハエック共演のラブストーリー。
2006年にはジェイミー・フォックスと共演したサスペンス・アクション『マイアミ・バイス』が成功。同作品の配給を行ったユニヴァーサル・ピクチャーズは、全世界3000館で公開し、第1週だけで2570万ドル、全世界興行収入1億6300万ドルという成功を収めた。
2008年公開のマーティン・マクドナー監督作『ヒットマンズ・レクイエム』でゴールデングローブ賞 主演男優賞（ミュージカル・コメディ部門）を受賞。その後も、2015年のヨルゴス・ランティモス監督作『ロブスター』で主演を務め、再びゴールデングローブ賞にノミネートされる。
2022年にはマクドナー監督作『イニシェリン島の精霊』で、2度目となるゴールデングローブ賞とヴェネツィア国際映画祭の男優賞を受賞。更に自身にとって初となるアカデミー主演男優賞ノミネートも果たした。

## 人物
- 2003年『ピープル』誌の選ぶ「最も美しい男50人」に選ばれる[4]。
- 2003年『カンパニー』誌の選ぶ「世界で最もセクシーな男」で6位になる[5]。
- リメリックのドックスというナイトクラブでラインダンスのインストラクターをやっていた。
- アイルランドのポップユニット、ボーイゾーンのオーディションを若いときに受けたことがある[6]。
- 姉のクラウディーン・ファレルは現在彼のアシスタントを務めている。
- 煙草はキャメル・ライト、ビールはアムステル・ライトを愛飲。

## 出演作品
※主演作品は太字表記。

### 映画
| 年   | 題名                                                                               | 役名                                        | 備考                                          | 吹き替え                                      |
| ---- | ---------------------------------------------------------------------------------- | ------------------------------------------- | --------------------------------------------- | --------------------------------------------- |
| 1997 | Drinking Crude                                                                     | クリック                                    |                                               | N/A                                           |
| 1999 | 素肌の涙 The War Zone                                                              | ニック                                      | N/A                                           |                                               |
| 2000 | 私が愛したギャングスター Ordinary Decent Criminal                                  | アレック                                    | 川津泰彦                                      |                                               |
| 2000 | タイガーランド Tigerland                                                           | ローランド・ボス二等兵                      | 堀内賢雄                                      |                                               |
| 2001 | アメリカン・アウトロー American Outlaws                                            | ジェシー・ジェームズ                        | 森川智之                                      |                                               |
| 2002 | ジャスティス Hart's War                                                            | トーマス・W・ハート中尉                     | 堀内賢雄                                      |                                               |
| 2002 | マイノリティ・リポート Minority Report                                             | ダニー・ウィットワー                        | 楠大典                                        |                                               |
| 2002 | フォーン・ブース Phone Booth                                                       | スチュー・シェパード                        | 内田直哉                                      |                                               |
| 2003 | リクルート The Recruit                                                             | ジェイムズ・ダグラス・クレイトン            | 森川智之                                      |                                               |
| 2003 | デアデビル Daredevil                                                               | ブルズアイ                                  | 村治学                                        |                                               |
| 2003 | ヴェロニカ・ゲリン Veronica Guerin                                                 | 刺青の男                                    | カメオ出演                                    | 関貴昭                                        |
| 2003 | S.W.A.T.                                                                           | ジム・ストリート                            |                                               | 森川智之（ソフト版） 竹若拓磨（日本テレビ版） |
| 2003 | ダブリン上等! Intermission                                                         | レイフ                                      | 楠大典                                        |                                               |
| 2004 | イノセント・ラブ A Home at the End of the World                                    | ボビー・モロー                              | 日本劇場未公開                                | （吹き替え版なし）                            |
| 2004 | アレキサンダー Alexander                                                           | アレキサンダー                              |                                               | 浪川大輔                                      |
| 2005 | ニュー・ワールド The New World                                                     | ジョン・スミス                              | 竹田雅則                                      |                                               |
| 2006 | Ask the Dust                                                                       | アルトゥーロ・バンディーニ                  | N/A                                           |                                               |
| 2006 | マイアミ・バイス Miami Vice                                                        | ソニー・クロケット                          | 松本保典（ソフト版） 堀内賢雄（テレビ東京版） |                                               |
| 2007 | ウディ・アレンの夢と犯罪 Cassandra's Dream                                         | テリー                                      | （吹き替え版なし）                            |                                               |
| 2008 | ヒットマンズ・レクイエム In Bruges                                                 | レイ                                        | ゴールデングローブ賞 受賞                     | 松本保典                                      |
| 2008 | プライド&グローリー Pride and Glory                                                | ジミー・イーガン                            |                                               | 津田健次郎                                    |
| 2009 | Dr.パルナサスの鏡 The Imaginarium of Doctor Parnassus                              | 鏡の向こうのトニー#3                        | 森川智之                                      |                                               |
| 2009 | オンディーヌ 海辺の恋人 Ondine                                                     | シラキュース                                | 日本劇場未公開                                | （吹き替え版なし）                            |
| 2009 | 戦場カメラマン 真実の証明 Triage                                                   | マーク・ウォルシュ                          | 兼製作総指揮 日本劇場未公開                   | （吹き替え版なし）                            |
| 2009 | クレイジー・ハート Crazy Heart                                                     | トミー・スウィート                          |                                               | 津田健次郎                                    |
| 2010 | ウェイバック -脱出6500km- The Way Back                                             | ヴァルカ                                    | 西凜太朗                                      |                                               |
| 2010 | ロンドン・ブルバード -LAST BODYGUARD- London Boulevard                             | ミッチェル                                  | 松本保典                                      |                                               |
| 2011 | モンスター上司 Horrible Bosses                                                     | ボビー・ペリット                            | 岩崎ひろし                                    |                                               |
| 2011 | フライトナイト/恐怖の夜 Fright Night                                               | ジェリー・ダンドリッジ                      | 津田健次郎                                    |                                               |
| 2012 | トータル・リコール Total Recall                                                    | ダグラス・クエイド / ハウザー               | 森川智之                                      |                                               |
| 2012 | セブン・サイコパス Seven Psychopaths                                               | マーティ・ファラナン                        | 土田大                                        |                                               |
| 2013 | デッドマン・ダウン Dead Man Down                                                   | ヴィクター                                  | 阪口周平                                      |                                               |
| 2013 | メアリーと秘密の王国 Epic                                                          | ローニン                                    | 声の出演                                      | 小山力也                                      |
| 2013 | ウォルト・ディズニーの約束 Saving Mr. Banks                                        | トラヴァース・ロバート・ゴフ                |                                               | 津田健次郎                                    |
| 2014 | ニューヨーク 冬物語 Winter's Tale                                                  | ピーター・レイク                            | 阪口周平                                      |                                               |
| 2014 | Miss Julie                                                                         | ジョン                                      | N/A                                           |                                               |
| 2015 | ロブスター The Lobster                                                             | デヴィッド                                  | 竹内想                                        |                                               |
| 2015 | ブレイン・ゲーム Solace                                                            | チャールズ・アンブローズ                    | 津田健次郎                                    |                                               |
| 2016 | ファンタスティック・ビーストと魔法使いの旅 Fantastic Beasts and Where to Find Them | パーシバル・グレイブス                      | 津田健次郎                                    |                                               |
| 2017 | 聖なる鹿殺し キリング・オブ・ア・セイクリッド・ディア The Killing of a Sacred Deer | スティーヴン・マーフィ                      | 竹内想                                        |                                               |
| 2017 | The Beguiled/ビガイルド 欲望のめざめ The Beguiled                                  | ジョン・マクバーニー                        | 津田健次郎                                    |                                               |
| 2017 | ローマンという名の男 -信念の行方- Roman J. Israel, Esq.                            | ジョージ・ピアス                            | 土田大                                        |                                               |
| 2018 | ロスト・マネー 偽りの報酬 Widows                                                   | ジャック・マリガン                          | 日本劇場未公開                                | 花輪英司                                      |
| 2019 | ダンボ Dumbo                                                                       | ホルト・ファリア                            |                                               | 西島秀俊                                      |
| 2019 | ジェントルメン The Gentlemen                                                       | コーチ                                      | 津田健次郎                                    |                                               |
| 2020 | アルテミスと妖精の身代金 Artemis Fowl                                              | アルテミス・ファウル1世                     | Disney+配信作品                               | 森川智之                                      |
| 2020 | AVA/エヴァ Ava                                                                     | サイモン                                    |                                               | 田村真                                        |
| 2021 | ヴォイジャー Voyagers                                                              | リチャード・アリング                        | 野沢聡                                        |                                               |
| 2021 | アフター・ヤン After Yang                                                          | ジェイク                                    | （吹き替え版なし）                            |                                               |
| 2022 | THE BATMAN-ザ・バットマン- The Batman                                              | オズワルド・“オズ”・コブルポット / ペンギン | 金田明夫                                      |                                               |
| 2022 | 13人の命 Thirteen Lives                                                            | ジョン・ヴォランセン                        | Amazon Prime Video配信作品                    | 森川智之                                      |
| 2022 | イニシェリン島の精霊 The Banshees of Inisherin                                     | パードリック・スーラウォーン                |                                               | （吹き替え版なし）                            |
| 2025 | A Big Bold Beautiful Journey                                                       | デヴィッド                                  | ポストプロダクション                          |                                               |
| 2025 | 端くれ賭博人のバラード The Ballad of a Small Player                                |                                             | ポストプロダクション                          |                                               |
| 2027 | ザ・バットマン2 The Batman Part Ⅱ                                                  | オズワルド・“オズ”・コブルポット / ペンギン | ポストプロダクション                          |                                               |

### テレビ
| 年        | 題名                                         | 役名                                        | 備考                                | 吹き替え           |
| --------- | -------------------------------------------- | ------------------------------------------- | ----------------------------------- | ------------------ |
| 1998      | Falling for a Dancer                         | ダニエル                                    | 計4話出演                           | N/A                |
| 1998-1999 | Ballykissangel                               | ダニー                                      | 計18話出演                          | N/A                |
| 2003      | Doggy Fizzle Televizzle                      | 本人                                        | 第1話                               | N/A                |
| 2004      | サタデー・ナイト・ライブ Saturday Night Live | 本人 / ホスト                               | 「Colin Farrell/Scissor Sisters」   | （吹き替え版なし） |
| 2005      | Scrubs〜恋のお騒がせ病棟 Scrubs              | ビリー                                      | 第4シーズン第14話「My Lucky Charm」 |                    |
| 2015      | TRUE DETECTIVE/ロサンゼルス True Detective   | レイ・ヴェルコロ刑事                        | 計8話出演                           | 花輪英司           |
| 2021      | 北氷洋 The North Water                       | ヘンリー・ドラックス                        | ミニシリーズ、計5話出演             | （吹き替え版なし） |
| 2024      | シュガー Sugar                               | ジョン・シュガー                            | 兼製作総指揮                        | 阪口周平           |
| 2024      | THE PENGUIN-ザ・ペンギン- The Penguin        | オズワルド・“オズ”・コブルポット / ペンギン | ミニシリーズ 兼製作総指揮           | 金田明夫           |

## 主な受賞
- 2000年Boston Society of Film Critics Awards:最優秀男優賞 - 『タイガーランド』
- 2002年London Critics Circle Film Awards:最優秀新人賞 - 『タイガーランド』
- 2003年IFTA Awards:最優秀男優賞 - 『S.W.A.T』
- 2003年MTV映画賞:大西洋を越えてきたブレイクスルー俳優賞
- 2004年MTV映画賞メキシコ: 最優秀男優賞 - 『S.W.A.T.』
- 2002年上海国際映画祭:最優秀男優賞 - 『Hart's War』
- 2003年Teen Choice Awards: 最優秀男優賞 - 『デアデビル』、『フォーン・ブース』
- 2003年Teen Choice Awards: 最優秀悪役賞 - 『デアデビル』
- 2009年ゴールデングローブ賞: 主演男優賞（ミュージカル・コメディ部門） - 『ヒットマンズ・レクイエム』
- 2023年ゴールデングローブ賞: 主演男優賞（ミュージカル・コメディ部門） - 『イニシェリン島の精霊』
- 2025年ゴールデングローブ賞: テレビドラマ部門 男優賞 (ミニシリーズ・テレビ映画部門) - 『THE PENGUIN-ザ・ペンギン-』
- 2025年クリティクス・チョイス・アワード: テレビ映画/リミテッドシリーズ主演男優賞 - 『THE PENGUIN-ザ・ペンギン-』
- 2025年全米映画俳優組合賞: 男優賞（テレビ映画・リミテッドシリーズ部門） - 『THE PENGUIN-ザ・ペンギン-』

## 日本語吹き替え
主に担当しているのは、以下の二人である。
津田健次郎
『プライド&グローリー』で初担当。以降は『ファンタスティック・ビーストと魔法使いの旅』で担当した際にはファレルの吹き替えについて「どっちかわかんないぐらいが多分ベストなのかな。伏線になって、じつはいい人だった、もしくはじつは悪い人だった、どっちにもいけるように振っとかないといけないような気がしましたね。」と振り返っている。
森川智之
『アメリカン・アウトロー』で初担当。デビュー初期の作品から担当している。森川はファレルを演じる際は「肉体派でゴリゴリのハリウッドスター」という点を意識していると述べている。
この他にも、堀内賢雄、松本保典、阪口周平、楠大典、土田大、花輪英司なども声を当てている。